# Rhinoliparus mertoni
Espèce
Synonymes
- Argyrodes mertoni Strand, 1911

Rhinoliparus mertoni est une espèce d'araignées aranéomorphes de la famille des Theridiidae.

## Distribution
Cette espèce est endémique des îles Aru aux Moluques en Indonésie.

## Description
Le mâle holotype mesure 2,7 mm.

## Systématique et taxinomie
Cette espèce a été décrite sous le protonyme Argyrodes mertoni par Strand en 1911. Elle est placée dans le genre Rhinoliparus par Vanuytven, Jocqué et Deeleman-Reinhold en 2024.

## Étymologie
Cette espèce est nommée en l'honneur d'Hugo Merton. 

## Publication originale
- Strand, 1911 : « Araneae von den Aru- und Kei-Inseln. » Abhandlungen der senckenbergischen naturforschenden Gesellschaft, vol. 34, p. 127-199 (texte intégral).